# Mimma Gaspari
Mimma Gaspari, pseudonimo di Maria Gioconda Gaspari (Bologna, 1938), è una paroliera e produttrice discografica italiana.
Come autrice di testi talvolta ha utilizzato lo pseudonimo Petaluma; è la zia dell'attrice Valeria Golino e del batterista Alfredo Golino.

## Biografia
Figlia di Aldo Gaspari, titolare della tipografia Gaspari di Morciano di Romagna, viene scoperta da Teddy Reno quando è ancora studentessa in scienze politiche e inizia la sua attività come paroliera presso la casa discografica Galleria del Corso, scrivendo alcuni brani per Fantanicchio tra cui Le cose perdute, che partecipa alla Sei giorni della canzone 1961, e Lolito.
Tra i primi brani di successo Exodus, incisa da Nico Fidenco nell'omonimo EP; lavora inoltre prima alle Messaggerie Musicali e poi alla RCA Italiana: presso quest'ultima casa discografica le chiedono di occuparsi della sottoetichetta ARC, e qui ha modo di contribuire al lancio di Lucio Dalla, Patty Pravo ed Enzo Jannacci.
Come autrice partecipa al Festival di Sanremo 1972 con Vado a lavorare, interpretata da Gianni Morandi, che si classifica al quarto posto.
Negli anni '70 ha lavorato con Piero Ciampi, Claudio Baglioni e Renato Zero.
Ha pubblicato due libri autobiografici in cui racconta le sue vicende nel mondo musicale, Penso che un ‘mondo’ così non ritorni mai più e La musica è cambiata – Dite la vostra che ho detto la mia.

## Canzoni scritte da Mimma Gaspari
| Anno | Titolo                         | Autori del testo              | Autori della musica                     | Interpreti                         |
| ---- | ------------------------------ | ----------------------------- | --------------------------------------- | ---------------------------------- |
| 1961 | Exodus                         | Maria Gioconda Gaspari        | Ernest Gold                             | Nico Fidenco                       |
| 1961 | Le cose perdute                | Mimma Gaspari e Fantanicchio  | Augusto Martelli, Bruno Martelli        | Fantanicchio                       |
| 1961 | Ho un cuore da dare a qualcuno | Mimma Gaspari e Fantanicchio  | Augusto Martelli, Bruno Martelli        | Fantanicchio                       |
| 1962 | Volto dolce                    | Mimma Gaspari                 | Augusto Martelli, Bruno Martelli        | Fantanicchio                       |
| 1963 | High Society Twist             | Mimma Gaspari                 | Nick Perito                             | Betty Curtis                       |
| 1963 | Un giorno e poi                | Mimma Gaspari                 | Dimitri Tiomkin, Paul Francis Webster   | Andy Williams                      |
| 1963 | Gioconda                       | Mimma Gaspari e Daniele Pace  | Bunny Botnick                           | Gil Fields e i Fraternity Brothers |
| 1964 | Attaccata al soffitto          | Maria Gioconda Gaspari, Mogol | Roberto Livraghi                        | Gino Santercole                    |
| 1967 | È questa la mia vita           | Maria Gioconda Gaspari        | Rossini Pinto                           | Frank Sinatra Jr.                  |
| 1967 | Cordialmente                   | Maria Gioconda Gaspari        | Marcello Marrocchi, Carlo Lanati        | Ornella Vanoni                     |
| 1968 | Un uomo piange solo per amore  | Maria Gioconda Gaspari        | Marcello Marrocchi                      | Little Tony                        |
| 1968 | Portami con te                 | Maria Gioconda Gaspari        | Bart Howard                             | Astrud Gilberto                    |
| 1970 | Più voce che silenzio          | Petaluma                      | Daniel Alomía Robles                    | Gianni Morandi                     |
| 1971 | L'amavamo in tre               | Petaluma, Luigi Capello       | Zenzero, Franco Tessandori              | Capitolo Sei                       |
| 1972 | Vado a lavorare                | Petaluma, Franco Migliacci    | Marcello Marrocchi, Vittorio Tariciotti | Gianni Morandi                     |
| 1973 | Sortilegio di luna             | Petaluma                      | Domenico Modugno                        | Domenico Modugno                   |